# Nykesha Sales
Nykesha Sales, née le 10 mai 1976 à Bloomfield dans le Connecticut, est une joueuse américaine de basket-ball, évoluant au poste d'arrière, ailière.

## Biographie
Après une carrière en lycée à Bloomfield High School, elle rejoint le championnat NCAA chez les Huskies l'université du Connecticut. Elle y remporte un titre en 1995 puis atteint de nouveau le Final Four l'année suivante. À son départ de l'université, elle est la meilleure marqueuse de l'histoire des Huskies avec 2 178 points en carrière. Toutefois, ce record souffre d'une controverse : les deux derniers points, qui lui permettent de détenir le record, sont obtenus sur un lay-up réalisé sans opposition lors de son dernier match, match qu'elle ne peut disputer normalement en raison d'une blessure.
Elle rejoint la WNBA au Miracle d'Orlando lors de la draft d'expansion 1998. Elle reste dans cette franchise lorsque celle-ci déménage pour Uncasville pour devenir le Sun du Connecticut. Elle y dispute deux finales WNBA, en 2005 et 2006.
Elle dispute son premier match en Europe lors de l'Euroligue 2005-06. Elle y rencontre l'équipe russe de Samara qu'elle retrouve quelques mois plus tard en finale : lors de celle-ci elle inscrit ses 16 points du matche dans le dernier quart temps, accompagné de 3 rebonds, sur 7 au total. Ces performances permettent à son équipe de faire la différence face aux Russes et d'obtenir le titre européen. Cette performance lui octroie également le titre de MVP du Final Four.

## Club

### NCAA
- 1994-1998 :  Huskies du Connecticut (NCAA)

### Europe
- 2005-2006 :  Gambrinus Sika Brno
- 2007 :  Lotos Gdynia
- 2007-2008 :  TEO Vilnius
- 2008-2009 :  SK Cēsis
- 2009-2010 :  Beşiktaş JK

### WNBA
- 1998-2002 : Miracle d'Orlando (WNBA)
- 2003-2006 : Sun du Connecticut (WNBA)

## Palmarès

### Club
- Championne NCAA 1995
- Finale WNBA 2004, 2005
- Euroligue 2006

### Distinctions personnelles
- MVP du Final Four de Euroligue féminine de basket-ball 2005-2006
- Défenseure de l'année 1998 en NCAA
- Sélection WNBA pour de la rencontre The Game at Radio City en 2004
- Second meilleur cinq de la WNBA (2004)